# Nancy Sorel
Nancy Sorel, nota anche con lo pseudonimo di Nancy Sorel dePrune (Fall River, 14 maggio 1964), è un'attrice statunitense naturalizzata canadese.

## Biografia
Dopo aver ottenuto una laurea in Teatro e Cinema all'Università del Massachusetts di Amherst, Nancy Sorel si trasferisce a New York e inizia la sua carriera di attrice in spettacoli Off-Broadway, spot pubblicitari e interpretando il ruolo di Coco nella soap opera Una vita da vivere della ABC.
Nel suo curriculum annovera la partecipazione a diverse serie televisive importanti, tra cui quelle nel ruolo di Sammy nella sitcom della Fox Down the Shore (1992-1993), di Clara Fine in Less Than Kind (a partire dal 2008) e di Claire Eastman in Cashing In (a partire dal 2009). Da notare anche la partecipazione alla celeberrima serie tv Oltre i limiti in due episodi.
Nel 2009 la Sorel ha vinto un Canadian Comedy Awards per la serie televisiva Less Than Kind.
È sposata con l'attore Paul Magel.

## Filmografia

### Attrice

#### Cinema
- Crow's Nest, regia di John Patterson (1992)
- I Love You, Don't Touch Me!, regia di Julie Davis (1997)
- Goose! Un'oca in fuga (Goose on the Loose), regia di Nicholas Kendall (2006)
- Rufus, regia di Dave Schultz (2012)
- Il paradiso per davvero (Heaven Is for Real), regia di Randall Wallace (2014)
- Considering Love and Other Magic, regia di Dave Schultz (2016)
- Platypus, regia di Trevor Kristjanson - cortometraggio (2017)
- La fine (How It Ends), regia di David M. Rosenthal (2018)
- Atto di fede (Breakthrough), regia di Roxann Dawson (2019)
- Qua la zampa 2 - Un amico è per sempre (A Dog's Journey), regia di Gail Mancuso (2019)
- The Grudge, regia di Nicolas Pesce (2020)
- Il miracolo di Sharon (Ordinary Angels), regia di Jon Gunn (2024)

#### Televisione
- La valle dei pini (All My Children) – serie TV, episodio 1x4640 (1987)
- Generations – serie TV, 162 episodi (1989-1991)
- Matlock – serie TV, episodio 5x22 (1991)
- Due come noi (Jake & Jason detectives) – serie TV, episodio 4x23 (1991)
- Street Justice – serie TV, episodio 1x19 (1992)
- Il commissario Scali (The Commish) – serie TV, episodio 1x20 (1992)
- Pagati per combattere (Lightning Force) – serie TV, episodio 1x20 (1992)
- The Hat Squad – serie TV, episodio 1x02 (1992)
- Doogie Howser (Doogie Howser, M.D.) – serie TV, episodio 4x11 (1992)
- Mente criminale (Relentless: Mind of a Killer), regia di John Patterson – film TV (1993)
- La signora in giallo (Murder, She Wrote) – serie TV, episodio 9x21 (1993)
- Down the Shore – serie TV, 15 episodi (1992-1993)
- Beverly Hills 90210 – serie TV, episodio 5x04 (1994)
- Highlander – serie TV, episodio 3x08 (1994)
- A Whole New Ballgame – serie TV, episodio 1x03 (1995)
- Il cane di papà (Empty Nest) – serie TV, episodio 7x19 (1995)
- The Black Fox - Gli ostaggi (Black Fox), regia di Steven Hilliard Stern – film TV (1995)
- The Black Fox - Il prezzo della pace (Black Fox: The Price of Peace), regia di Steven Hilliard Stern – film TV (1995)
- The Black Fox - Terra senza legge (Black Fox: Good Men and Bad), regia di Steven Hilliard Stern – film TV (1995)
- X-Files (The X Files) – serie TV, episodio 3x07 (1995)
- In the Lake of the Woods, regia di Carl Schenkel – film TV (1996)
- Welcome to Paradox – serie TV, episodio 1x11 (1998)
- Beggars and Choosers – serie TV, episodio 1x08 (1999)
- Hope Island – serie TV, episodio 1x14 (2000)
- Cold Squad - Squadra casi archiviati (Cold Squad) – serie TV, episodio 3x11 (2000)
- Papà, non so volare! (Up, Up, and Away!), regia di Robert Townsend – film TV (2000)
- Oltre i limiti (The Outer Limits) - serie TV, episodi 3x11-6x02 (1997-2000)
- The Man Who Used to Be Me, regia di Jeff Woolnough – film TV (2000)
- First Wave – serie TV, episodio 3x05 (2000)
- Da Vinci's Inquest – serie TV, episodi 2x05-3x02 (1999-2000)
- Seven Days – serie TV, episodio 3x13 (2001)
- Fantasmi (Haunted) – serie TV, episodio 1x01 (2002)
- John Doe – serie TV, episodio 1x09 (2002)
- Assemblaggio cruciale (Critical Assembly), regia di Eric Laneuville – film TV (2002)
- The Twilight Zone – serie TV, episodio 1x35 (2003)
- Stargate SG-1 – serie TV, episodio 8x13 (2005)
- Tru Calling – serie TV, episodio 2x05 (2005)
- 4400 (The 4400) – serie TV, episodio 2x12 (2005)
- Keep Your Head Up, Kid: The Don Cherry Story – miniserie TV, episodio 1x01 (2010)
- Less Than Kind – serie TV, 40 episodi (2008-2012)
- Bunks, regia di Tibor Takács – film TV (2013)
- Cashing In – serie TV, 26 episodi (2009-2014)
- The Pinkertons – serie TV, episodio 1x09 (2015)
- L'uomo nell'alto castello (The Man in the High Castle) – serie TV, 4 episodi (2016-2018)
- Quel piccolo grande miracolo di Natale (Once Upon a Christmas Miracle), regia di Gary Yates – film TV (2018)
- Una dolce occasione (Merry & Bright), regia di Gary Yates – film TV (2019)
- Labirinto d'amore (Amazing Winter Romance), regia di Jason Bourque – film TV (2020)
- Let's Meet Again on Christmas Eve, regia di Jeff Beesley – film TV (2020)

### Doppiatrice
- Barbie Fairytopia (voce) (2005)
- Barbie Fairytopia - La magia dell'arcobaleno (voce) (2007)